# 미마메이드
미마메이드(고대 노르드어: Mímameiðr→미미의 나무)는 북유럽 신화에서 세상 모든 땅에 가지를 뻗치고 있는 나무이다. 불이나 쇠붙이로 해를 가할 수 없고, 임신한 여자에게 도움이 되는 열매를 맺는다. 나무 꼭대기에는 수탉 비도프니르가 산다. 미마메이드는 북유럽 신화 관련 1차문헌들 중 〈푤스빈느르가 말하기를〉 단 한 편에만 언급된다. 명백한 유사성으로 인해 학자들은 미마메이드가 세계수 이그드라실의 다른 이름일 것이라고 생각한다.